# 马口湖
马口湖是一个位于中国湖北省武穴县的湖泊，面积约为48平方千米，平均水深约为2米。